# Wołowo
Wołowo (deutsch Wohlau) ist ein Ort in der polnischen Woiwodschaft Ermland-Masuren und gehört zur Landgemeinde Lelkowo (Lichtenfeld) im Powiat Braniewski (Kreis Braunsberg), bis 1945 im Kreis Heiligenbeil in Ostpreußen.

## Geographische Lage
Wołowo liegt im Nordwesten der Woiwodschaft Ermland-Masuren, 23 Kilometer südöstlich der früheren und heute auf russischem Staatsgebiet gelegenen Kreisstadt Heiligenbeil (russisch Mamonowo) bzw. 24 Kilometer südöstlich der heutigen Kreismetropole Braniewo (Braunsberg).

## Geschichte
Erstmals urkundlich erwähnt wurde das seinerzeitige Brosikenwalde im Jahre 1336, danach Waldowe, nach 1347 Waldow, vor 1600 Wohlaw und nach 1651 Wohlau genannt. Der Ort bestand aus mehreren großen Höfen.
1874 kam die Landgemeinde Wohlau zum neuen Amtsbezirk Eichholz (polnisch Dębowiec) im ostpreußischen Kreis Heiligenbeil im Regierungsbezirk Königsberg, und blieb ihm bis 1945 zugehörig.
91 Einwohner waren im Jahre 1910 in Wohlau registriert. Ihre Zahl stieg bis 1933 auf 113 und belief sich 1939 auf 111.
Als 1945 in Kriegsfolge das gesamte südliche Ostpreußen an Polen abgetreten wurde, erhielt Wohlau die polnische Namensform „Wołowo“ und ist heute eine Ortschaft in der Gmina Lelkowo (Landgemeinde Lichtenfeld) im Powiat Braniewski (Kreis Braunsberg), von 1975 bis 1998 der Woiwodschaft Elbląg, seither der Woiwodschaft Ermland-Masuren zugehörig.

## Religion
Wohlau war bis 1945 in das Kirchspiel der evangelischen Kirche Eichholz (polnisch Dębowiec) in der Kirchenprovinz Ostpreußen der Kirche der Altpreußischen Union eingegliedert. Wołowo gehört weiterhin zur Kirche in Dębowiec, die jetzt aber den römisch-katholischen Erzbistum Ermland zugeordnet ist.

## Verkehr

### Straße
Wołowo liegt westlich der polnischen Woiwodschaftsstraße 510 (ehemalige deutsche Reichsstraße 126) und ist von Wilknity (Wilknitt) wie auch von Łajsy (Layß) aus zu erreichen. Eine Nebenstraße von der Woiwodschaftsstraße 507 (ehemalige Reichsstraße 142) aus verbindet Piotrowiec (Peterswalde) mit Wołowo.

## Schiene
Bis 1945 für Wohlau die nächste Bahnstation in Wilknity (Wilknitt). Sie lag an dem Teil der Bahnstrecke von Königsberg (Preußen) über Zinten und Mehlsack nach Göttkendorf zur Weiterfahrt nach Allenstein, der heute nicht mehr befahren wird. Die Strecke wird verändert als Bahnstrecke Braniewo–Olsztyn Gutkowo ab Pieniężno bedient.